# Actenoptila
Actenoptila is een geslacht van vlinders van de familie Carposinidae, uit de onderfamilie Millieriinae.

## Soorten
- A. eucosma Diakonoff, 1954
- A. eustales Diakonoff, 1954
- A. heliotropia Diakonoff, 1954